# クラスノズナメンスク (モスクワ州)

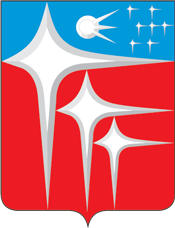
クラスノズナメンスク市の市章

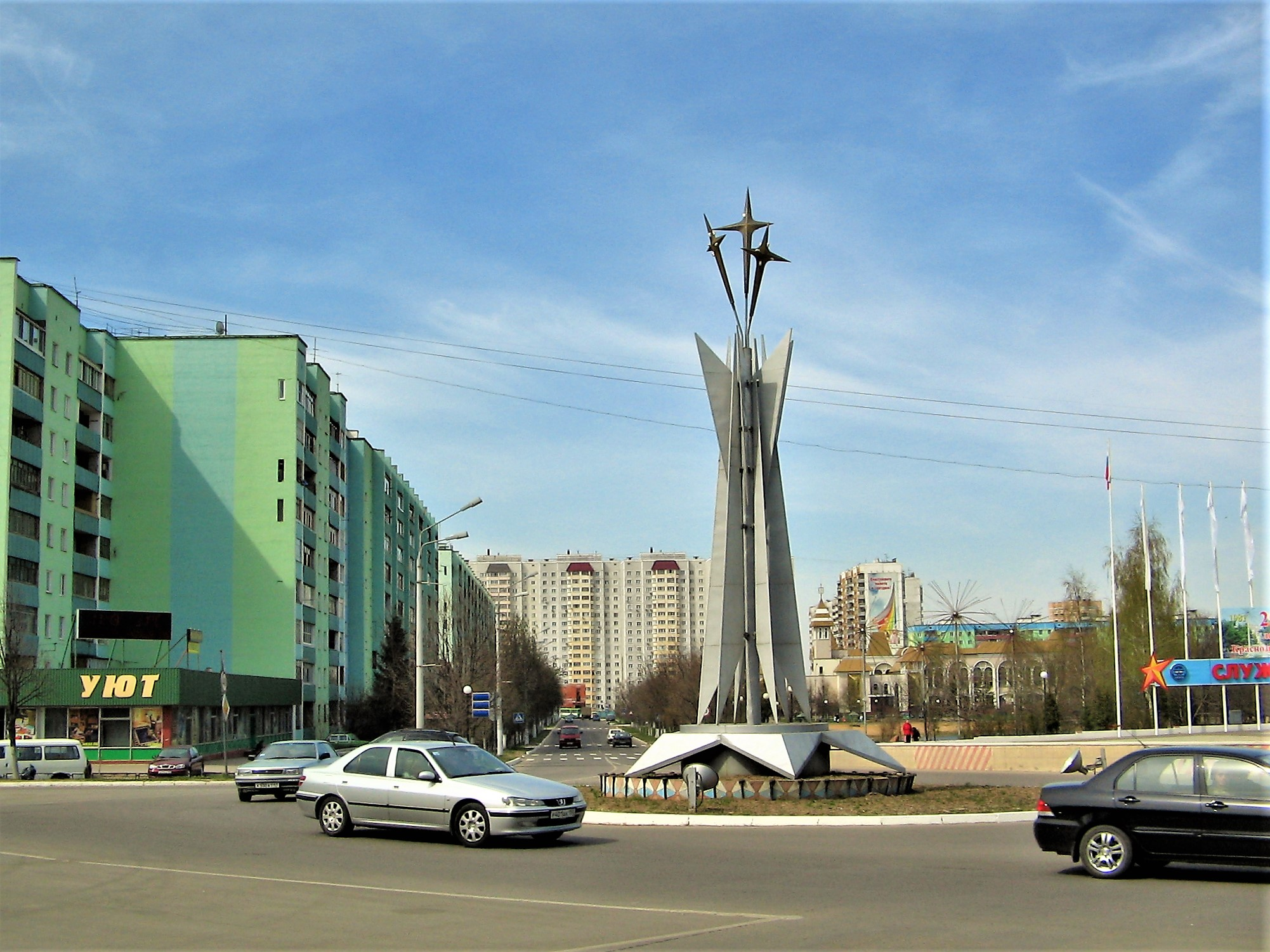
クラスノズナメンスクの街並み

クラスノズナメンスク（Krasnoznamensk）は、ロシアのモスクワ州にある都市。人口は4万3868人（2021年）。モスクワの南西40キロメートルにある。最寄りの町にはゴリツィノやアプレレフカがある。
1951年に軍事基地の住宅地として造られた町で、閉鎖都市となっている。1981年に市となった。現在の市名（「赤旗の町」を意味する）になった1994年までは都市名がなく、ゴリツィノ2（Golitsyno-2）の名で呼ばれていた。クラスノズナメンスクには軍事衛星のミッションコントロールセンター（チモフ宇宙センター）があり、それが市章にもあらわれている。